# Editoriale Campi
Editoriale Campi ist ein italienischer Verlag, der vor allem für seinen Barbanera-Almanach und -Kalender bekannt ist.

## Geschichte
Der Verlag wurde 1892 von Giuseppe Campi in Foligno gegründet. Schon in den ersten Jahren spezialisierte sich der Verlag auf volkstümliche Publikationen wie die pianeti della fortuna („Glücksplaneten“, auf farbige Blätter gedruckte Vorhersagen) oder die losen Blätter, auf denen in Reimen wundersame Begebenheiten und kuriose Ereignisse geschildert wurden. All diese Publikationen wurden einst von fliegenden Händlern auf Messen und Märkten verkauft.
In den 1930er-Jahren wurde der Verlag der wichtigste italienische Hersteller von Musikblättern, d. h. losen Blättern mit den Texten von Liedern, die gerade in Radio und Fernsehen populär waren. 1952 ging auf Anregung von Giuseppes Sohn Agostino Campi das erste Musikmagazin Italiens in Druck: Sorrisi e Canzoni d‘Italia, später umbenannt in TV Sorrisi e Canzoni. Seit Mitte des 20. Jahrhunderts hält der Vertrag die alleinigen Rechte an der Marke Barbanera.
Seit 2020 ist das Unternehmen im Register historischer italienischer Unternehmen eingetragen.